# 布萊克里弗鎮區 (密蘇里州雷諾茲縣)
布萊克里弗鎮區（英語：Black River Township）是位於美國密蘇里州雷諾茲縣的一個行政鎮區。

## 地方資料
布萊克里弗鎮區的面積為231.05平方千米，當中陸地面積為229.61平方千米，而水域面積為1.44平方千米。根據2020年美國人口普查的數據，當地共有人口544人，而人口密度為每平方千米2.35人。